# Кларк (остров)
Кларк (англ. Clarke Island) — остров в группе островов Фюрно, расположенной у восточной оконечности Бассова пролива. Административно входит в состав штата Тасмания (Австралия). Площадь острова — 82 км².

## География
Остров Кларк находится в южной части группы островов Фюрно, к югу от острова Кейп-Баррен. Расстояние от острова Кларк до ближайшей точки северо-восточного побережья острова Тасмания — около 24 км. Площадь острова Кларк составляет около 82 км² — тем самым, он является 8-м по размеру островом штата Тасмания (не считая самого́ острова Тасмания) и 3-м из островов группы Фюрно, вслед за Флиндерсом (1340 км²) и Кейп-Барреном (465 км²).
В центральной части острова Кларк находится возвышенность («центральное плато») высотой около 110 м. Высшая точка острова — Стип-Хилл (Steep Hill, 204 м) — находится в его северо-западной части. На юго-западе расположен Грин-Хилл (Green Hill, 159 м). Восточная часть острова ниже, часть рельефа сформирована песчаными дюнами, высота расположенных там холмов Блу-Хилс (Blue Hills) достигает 89 м.
Длина береговой линии острова составляет 68,4 км. Бо́льшая часть побережья (50,6 км) имеет скалистую структуру, оставшиеся 17,8 км занимают песчаные пляжи. У северо-западной оконечности острова находится поселение, включающее в себя несколько домов. Там же есть взлётно-посадочная полоса, пригодная для лёгких самолётов. По состоянию на 2009 год, на острове был один постоянный житель.

## История
Остров Кларк был назван в честь Уильяма Кларка (William Clark) — суперкарго судна «Sydney Cove», потерпевшего крушение 28 февраля 1797 года у соседнего островка Презервейшен. На уцелевшем баркасе семнадцать членов экипажа продолжили плавание к Сиднею, но потерпели крушение у 90-мильного пляжа (ныне в штате Виктория). Нескольким морякам, включая Кларка, удалось пешком преодолеть около 700 км и добраться до Сиднея.
В 1798 году британский мореплаватель Мэтью Флиндерс наблюдал на берегу острова Кларк большое количество капских морских котиков (вид морских котиков из семейства ушастых тюленей). В 1810—1837 годах остров посещали охотники на тюленей и тасманийские аборигены. С 1843 года остров использовался для разведения крупного рогатого скота и овец. 